# تشيلي في الألعاب الأولمبية

تشيلي في الألعاب الأولمبية الألعاب الأولمبية هي من أهم الأحداث الرياضية في تشيلي، تقوم اللجنة الأولمبية التشيلية بالإشراف في شؤون مشاركة تشيلي في الألعاب الأولمبية، وقد كانت تشيلي من الدول التي شاركت بأول دورة في الألعاب الأولمبية في دورة 1896 في أثينا في اليونان، فازت تشيلي حتى الآن في مشوارها في الألعاب الأولمبية الصيفية بمجموع 13 ميدالية في الألعاب الأولمبية الصيفية منها 2 ميدالية ذهبية و 7 فضية و 13 برونزية، وأكثر الرياضات التي تنافس فيها تشيلي هي كرة المضرب و ألعاب القوى و الفروسية في التاريخ الإسلامي و الملاكمة و الرماية و كرة القدم. وفازت تشيلي بأول ميدالية أولمبية لها في التاريخ في دورة 1928 في أمستردام وكانت أول ميدالية ذهبية لتشيلي في دورة 2004.
في الألعاب الأولمبية الشتوية شاركت تشيلي أول مرة في دورة 1948 في سانت موريتز في سويسرا ولم تفز حتى الآن بأي ميدالية في الألعاب الشتوية.